# Nohar
Nohar är en ort i Indien.   Den ligger i distriktet Hanumangarh och delstaten Rajasthan, i den nordvästra delen av landet, 250 km väster om huvudstaden New Delhi. Nohar ligger 193 meter över havet och antalet invånare är 46 360.
Terrängen runt Nohar är mycket platt. Runt Nohar är det ganska tätbefolkat, med 134 invånare per kvadratkilometer. Nohar är det största samhället i trakten. Omgivningarna runt Nohar är i huvudsak ett öppet busklandskap.